# Judy Buenoano
Judias « Judy » Buenoano (née Judias Welty, aussi connue sous les noms de Judias Goodyear et Judias Morris ; née le 4 avril 1943 à Quanah au Texas - exécutée le 30 mars 1998 à la prison d'État à Starke en Floride) est une criminelle américaine exécutée pour le meurtre de son mari, James Goodyear, en 1971. Elle a également été accusée du meurtre de son fils Michael Goodyear en 1980, et d'une tentative d'assassinat en 1983 envers son fiancé John Gentry. De plus, elle a été reconnue coupable du décès de son petit ami Bobby Joe Morris en 1983 au Colorado. L'ensemble de ces meurtres étaient motivés par le fait que Buenoano percevait systématiquement l'assurance-vie qu'elle avait contractée au bénéfice de ses victimes, soit à chaque fois plusieurs centaines de milliers de dollars US.
Elle est également présumée coupable d'un meurtre en 1974 en Alabama et suspectée du meurtre d'un autre de ses petits amis, Gerald Dossett, en 1980. Après son arrestation, le cadavre de Dossett a été analysé portant des traces d'arsenic. Buenoano est la première femme à être exécutée sur la chaise électrique en Floride depuis 1848 (depuis qu'une esclave nommée Celia a été accusée du meurtre de son maître) et la troisième à être exécutée aux États-Unis depuis le rétablissement de la peine capitale en 1976.

## Crimes
En 1971, Judy épouse James Goodyear (1934–1971), un sergent engagé aux United States Air Force. Selon ses proches, elle était motivée par l'argent de l'assurance-vie de son mari lorsque celle-ci l'a empoisonné à l'arsenic à la suite du retour de son mari du Viet Nam. Cependant, on a longtemps pensé que sa mort était de cause naturelle. En 1973, elle emménage avec son amant Bobby Joe Morris (?-1978) ; en janvier 1978, celui-ci succombe à son tour d'un empoisonnement à l'arsenic. Plus tard cette même année, elle change son nom en  « Buenoano » (buen año étant la traduction espagnole de « Goodyear » signifiant « bonne année »).
Le fils de Buenano, Michael Goodyear (1961–1980), né d'une « aventure de jeunesse » de sa mère, est particulièrement détesté par cette dernière qui le considère comme un « fardeau ». Elle l'incite alors a s'engager dans l'armée. Lors d'une permission en 1979, Michael revient chez sa mère et devient particulièrement malade, ses symptômes incluant la paraplégie qui l'oblige à être doter de lourds appareils orthopédiques ; un examen post-mortem indique qu'il a été la victime d'un très fort empoisonnement à l'arsenic, ce qui a causé son handicap. En 1980, le lendemain même de la sortie de Michael de l'hôpital, Buenoano emmène son fils faire une balade en canoë sur une rivière ; l'embarcation ayant basculé, Michael déjà handicapé par sa paraplégie et ne sachant pas nager, se noie, tandis que sa mère s'en sort indemne. 
En 1983, Buenoano est fiancée à John Gentry. Celui-ci est sévèrement blessé lorsque sa voiture explose. Tandis qu'il se rétablit, la police se penche sur le cas de Buenoano ; une investigation plus approfondie révèle qu'en novembre 1982, elle aurait annoncé à son entourage que Gentry souffrait d'une maladie en phase terminale. En effet, John avait déjà été admis aux urgences à la suite de malaises entrainant des vomissements consécutivement à la prise de « pilules » fournies par Buenoano ; La police fait alors analyser ces pilules qui contenaient de l'arsenic et du formaldéhyde. Lors d'une perquisition dans la boutique de manucure tenue par Buenano, la police découvre du formaldéhyde, ainsi que des produits entrant dans la constitution des explosifs. Gentry prétend également que le contrat d'assurance-vie contracté par Buenoano en son nom a été résilié, alors qu'en réalité il n'en est rien, Buenano continuant à verser la prime d'assurance à l'insu de John.
Plus tard, les corps de Michael Goodyear, James Goodyear et de Bobby Joe Morris sont exhumés. Leurs autopsies impliquent désormais Buenano dans des meurtres par arsenic.
En 1984, Buenoano est accusée des meurtres de Michael et James Goodyear, et en 1985 du meurtre de John Gentry. Elle encourait douze ans de prison pour l'affaire Gentry, la prison à vie pour l'affaire Michael Goodyear et la peine de mort pour l'affaire James Goodyear.
Elle a été exécutée à la chaise électrique le 30 mars 1998 à la prison d'État à Starke (Floride).